# Spooko
Spooko – zespół założony w maju 1998  przez Michała Wiśniewskiego.

## Skład
- Michał Wiśniewski - wokal
- Agnieszka Pędziwiatr-Płuciennik - chórki

2000
- Marek Błaszczyk - klawisze
- Przemysław Kuczyński - perkusja
- Marcin Płuciennik - bas, kontrabas
- Piotr Tyszkiewicz - gitara

2003
- Anna Świątczak - wokal
- Wiktoria Katajew - wokal
- Anita Jadacka - chórki
- Zbigniew Klebs - gitara elektryczna
- Michał Jelonek - skrzypce
- Klaudiusz Baran - akordeon
- Marcin Nowakowski - saksofon

## Dyskografia
Albumy
- Spooko, to tylko płyta (14 lutego 2000)
- Spooko, panie Wiśniewski (19 grudnia 2003) - płyta ukazała się w gazecie Fakt

## DVD
Na płycie DVD oraz na VHS wydano koncert w STU Krakowie, gdzie wykonano dwa utwory:
- Ja chcę i Walczyk bujaj się z płyty Spooko, to tylko płyta

Single
- Walczyk bujaj się (styczeń 2000)
- Ja chcę (2000)
- Daj mi siebie (2003)

Teledyski
- Walczyk bujaj się (styczeń 2000)
- Ja chcę z Martą Wiśniewską (2000)